# Sagrario Metropolitano de Guadalajara
El Sagrario Metropolitano de Guadalajara es un edificio católico de la ciudad de Guadalajara, ubicada en el centro del estado de Jalisco, México. Su construcción inició en 1808 y finalizó en 1843, mandado a construir con un estilo neoclásico por el obispo Juan Cruz Ruiz de Cabañas.

## Historia
Guadalajara desde sus orígenes contó con una parroquia, la primera iglesia de Guadalajara frente a la actual Plaza Fundadores (1542), pero ésta fue derruida al construirse la nueva catedral a lado de la actual Plaza de Armas, que sirvió a su vez de parroquia.
Al construirse la actual catedral, se utilizó como parroquia el espacio de la capilla del Señor de las Aguas, debajo de la torre norte de la actual catedral. Desde el 2 de junio de 1722 se habló de la necesidad de edificar una iglesia del Sagrario propio al estilo de las catedrales de España. El 20 de septiembre de 1758 se decidió desviar 2.000 pesos de la construcción de la catedral para el sagrario. El primer obispo que trabajó sobre el asunto de la falta de parroquia fue Antonio Alcalde y Barriga. El 10 de abril de 1758 Alcalde había propuesto que ni se desviaron fondos de la catedral ni que el Consejo de Hacienda pagara por la construcción del sagrario. Él propuso que se hicieran donaciones y se recolectaron 80.000 pesos. Con el fallecimiento de Alcalde en 1792 se detuvo algún intento de iniciar su construcción. El 23 de enero de 1804 se emite una real cédula la cual aprueba la donación de Alcalde con el apoyo del presidente de la Real Audiencia de Guadalajara José Fernando de Abascal y el obispo Juan Cruz Ruiz de Cabañas. El 8 de octubre de 1804 se realizan las trazas del sagrario en la Academia de San Carlos de la Ciudad de México por el arquitecto José Gutiérrez. Se inició la construcción en 1808 pero se frenaron las obras con la guerra de independencia, volviendo a continuar en 1819 y terminar en 1843.
Las obras para la construcción de la Línea 3 del Tren Eléctrico Urbano de Guadalajara y el estacionamiento debajo de la Plaza de la Liberación han danado el templo.

## Arquitectura
Su fachada tiene un frontón triangular en la entrada rectangular soportada por columnas cuadradas a los extremos y unos de geometría circular en el centro. Cuenta con nueve ventanas rectangulares y dos ingresos, una da a la Plaza Guadalajara y la otra a la Plaza de Armas. Su interior es de cantera amarilla con un altar de mármol. Las ventanas y puertas son de madera y algunos canceles son de hierro.
El arquitecto Manuel Gómez Ibarra, cuyas obras en la Guadalajara destacan el Panteón de Belén, las torres de la catedral y el pórtico del Templo de Nuestra Señora del Pilar, fue contratado para construir las cúpulas del Hospicio Cabañas y del sagrario, las cuales eran idénticas. Sin embargo la cúpula original del sagrario diseñada por Gómez Ibarra fue dañada en terremotos ocurridos en 1847, 1875 y 1900. Esta última requirió la construcción de una nueva cúpula. El arquitecto Antonio Arroniz Topete entre 1900 y 1908 construyó la nueva cúpula del sagrario que permanece en pie hasta el presente.

## Capellanías
Como parroquia católica tiene dentro de su territorio catorce templos que son capellanías, que tienen una administración sacerdotal independiente al templo parroquial, pero que dependen para la administración de los sacramentos y del resguardo de los documentos de estos mismos sacramentos del sagrario, en orden alfabético:
- Templo de San Agustín
- Templo de Nuestra Señora de Aranzazú
- Templo de las Capuchinas
- Templo de Nuestra Señora del Carmen
- Catedral Metropolitana de Guadalajara
- Basílica de San Felipe Neri
- Templo de San Francisco de Asís
- Templo de Jesús María
- Santuario de San José de Gracia
- Templo de Santa María de Gracia
- Templo de Nuestra Señora de la Merced
- Templo de Santa Mónica
- Templo de Nuestra Señora del Pilar
- Templo de Santa Teresa de Jesús

## Galería

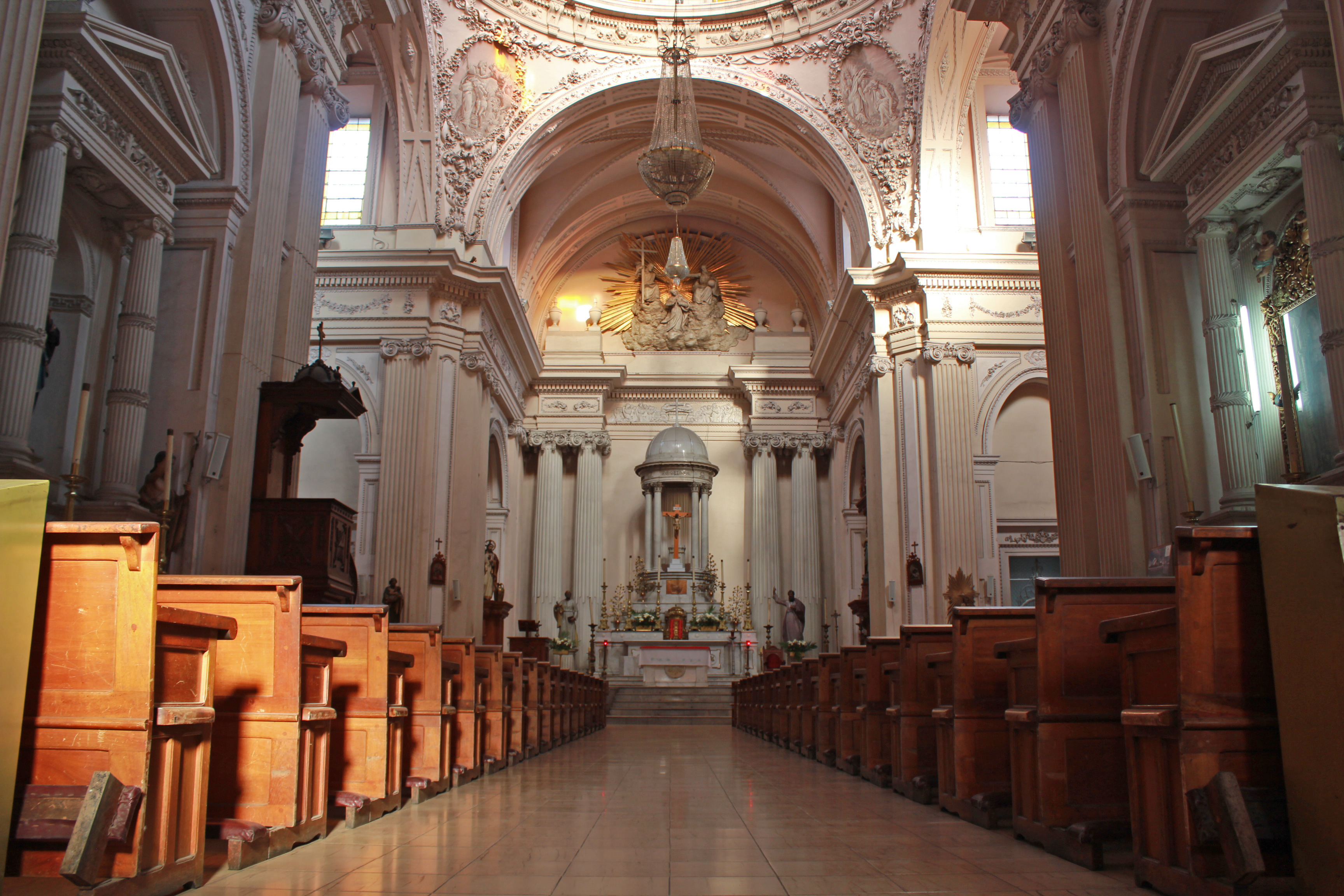
El interior.
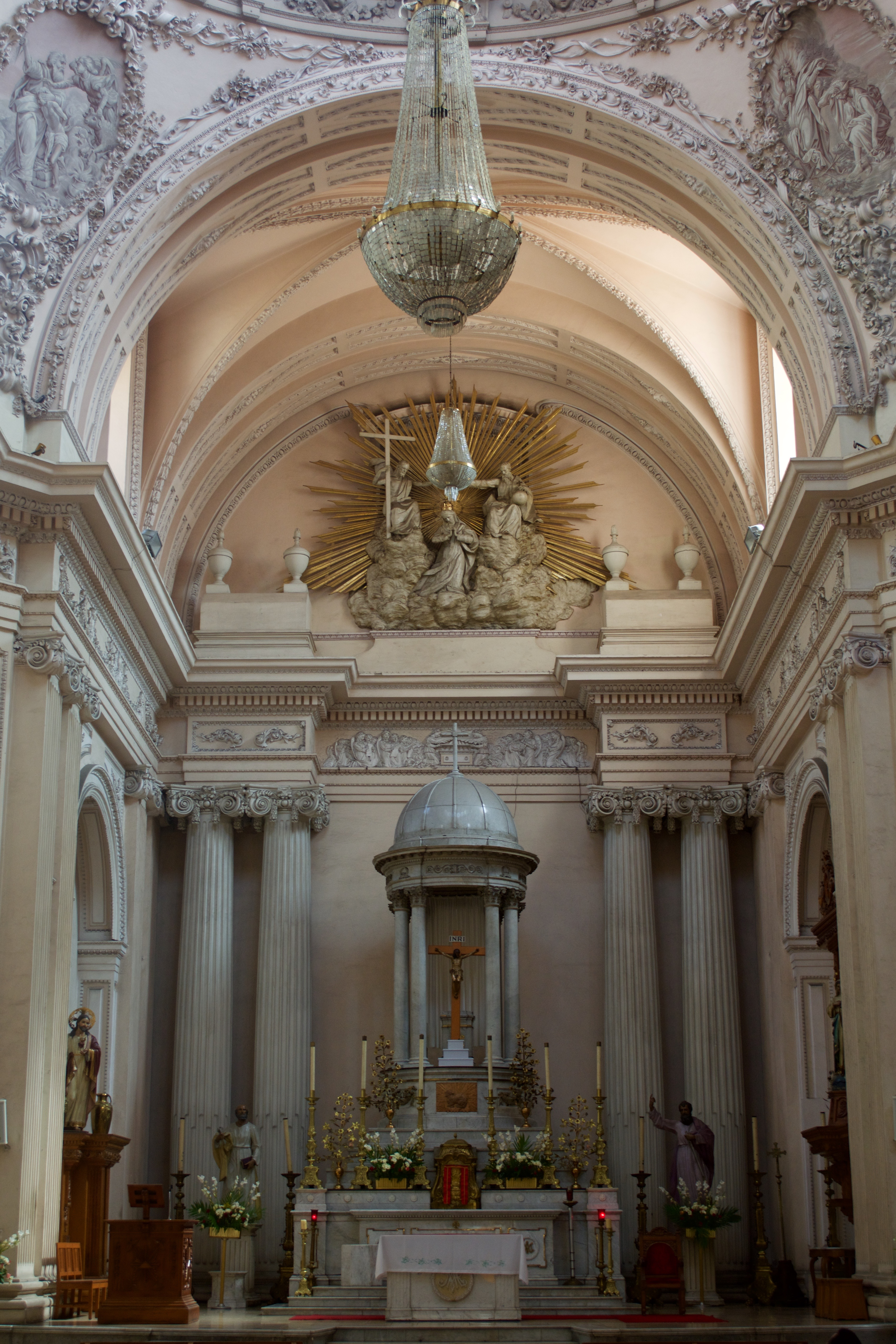
El retablo.
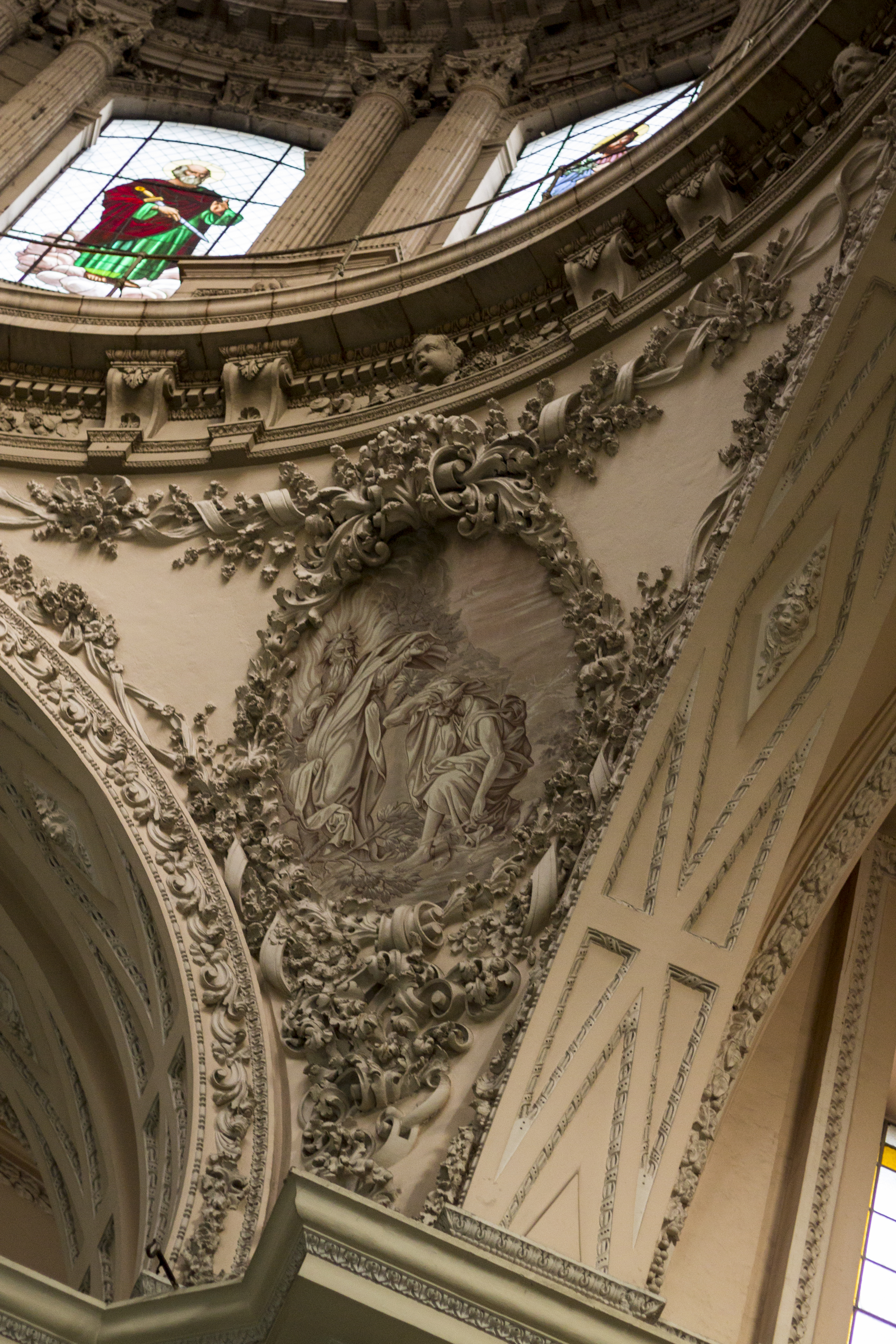
Detalle del interior.
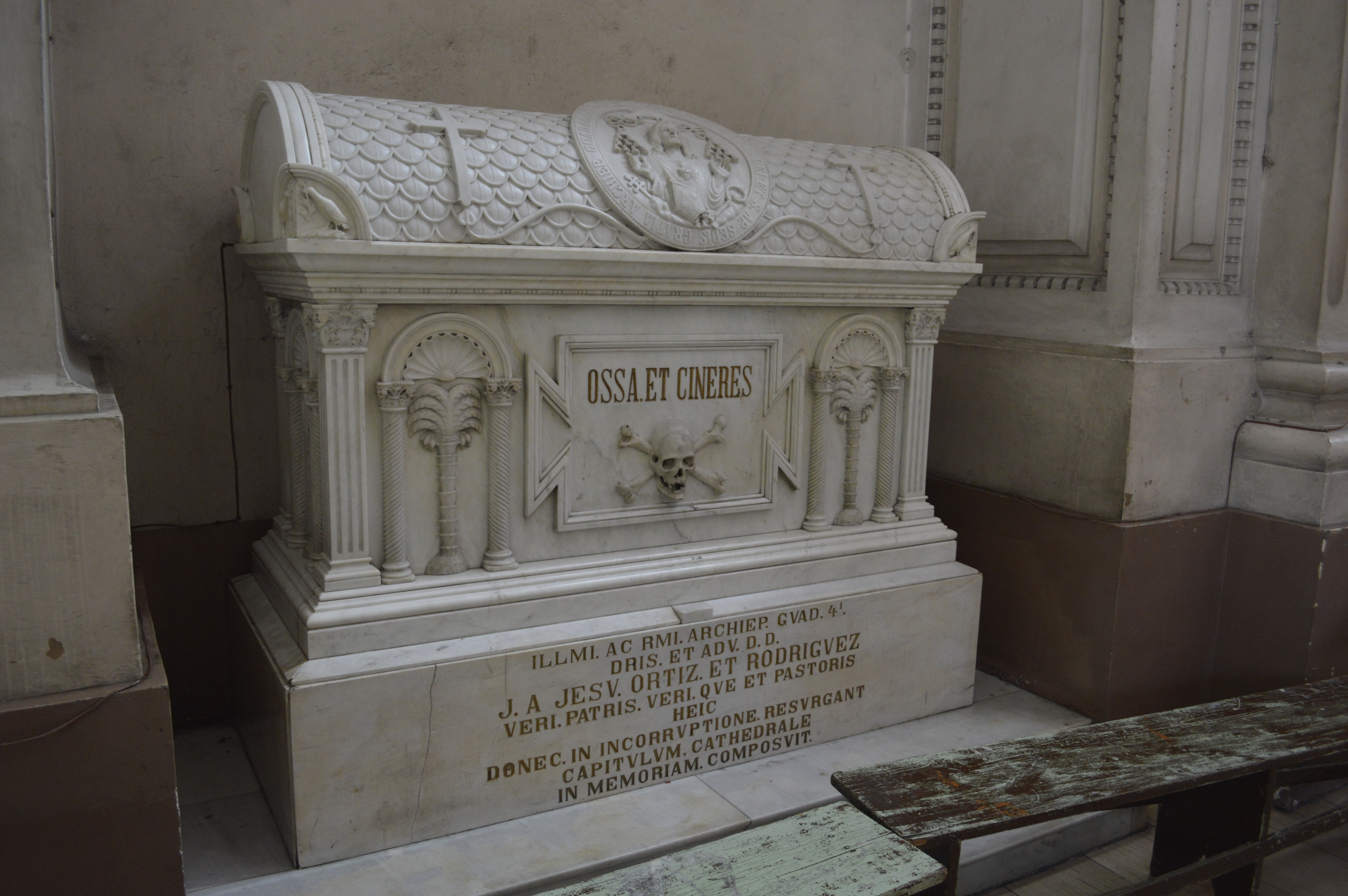
Cripta del obispo José de Jesús Ortiz y Rodríguez.
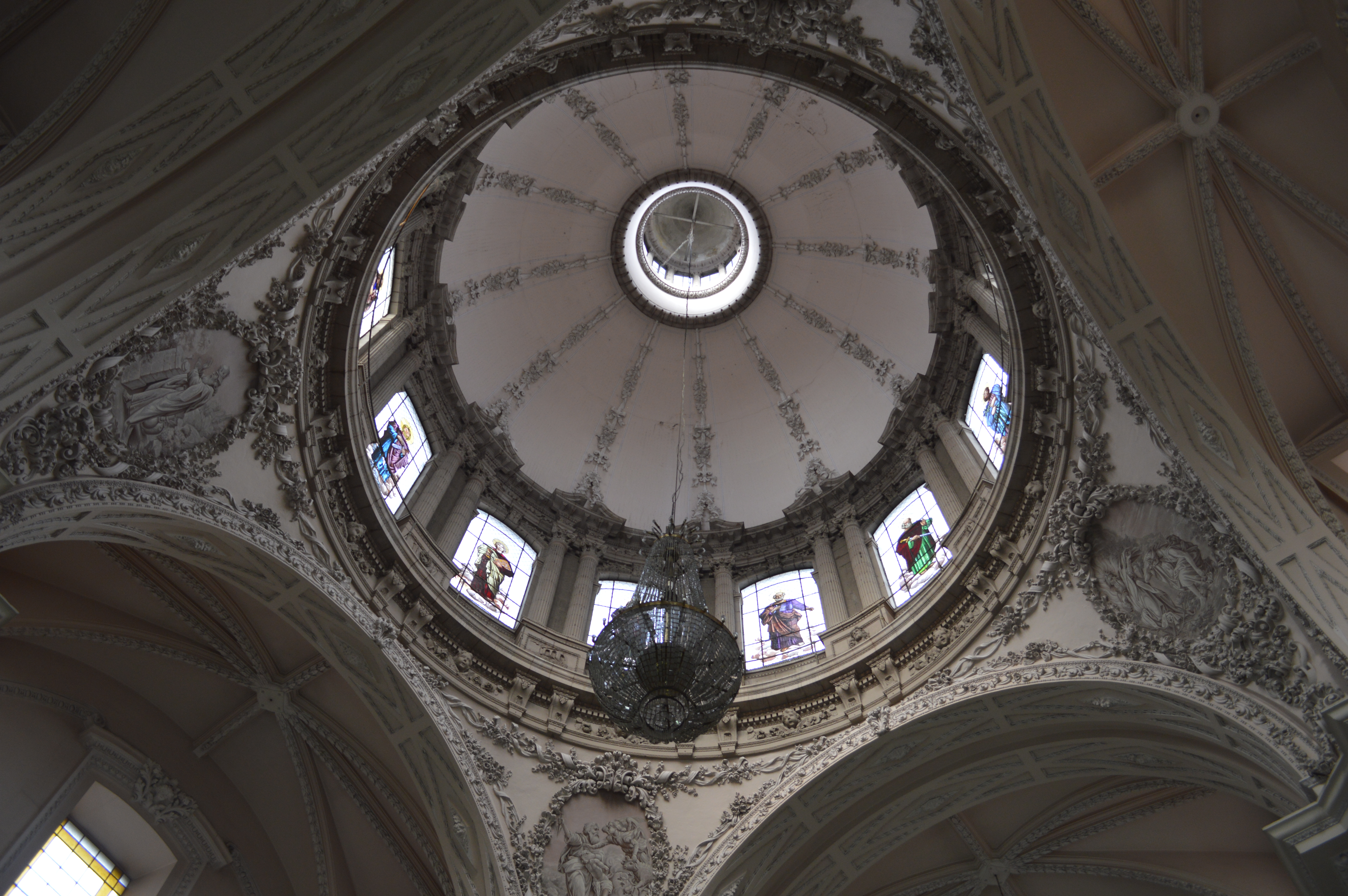
La cúpula.
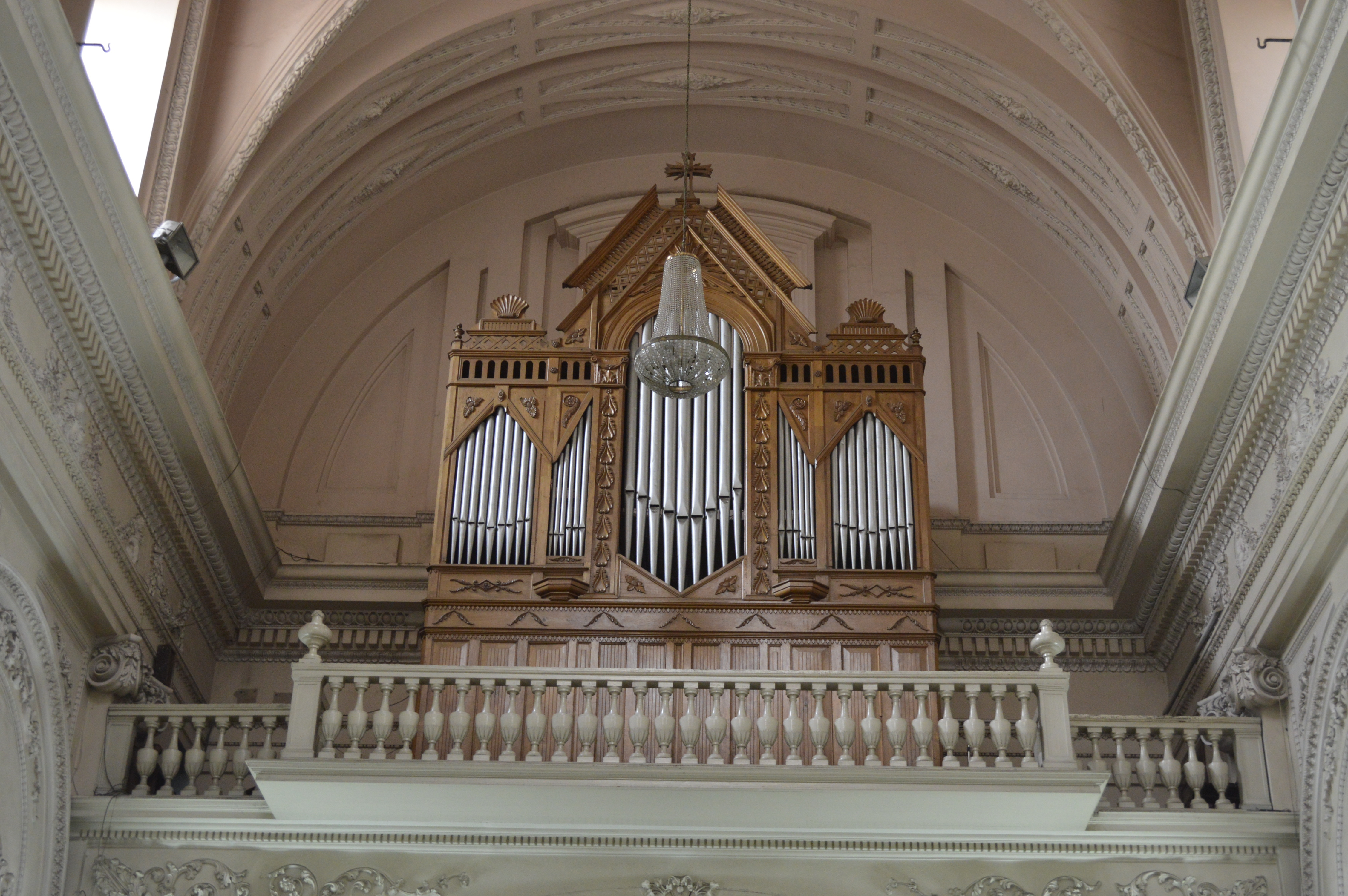
El órgano.
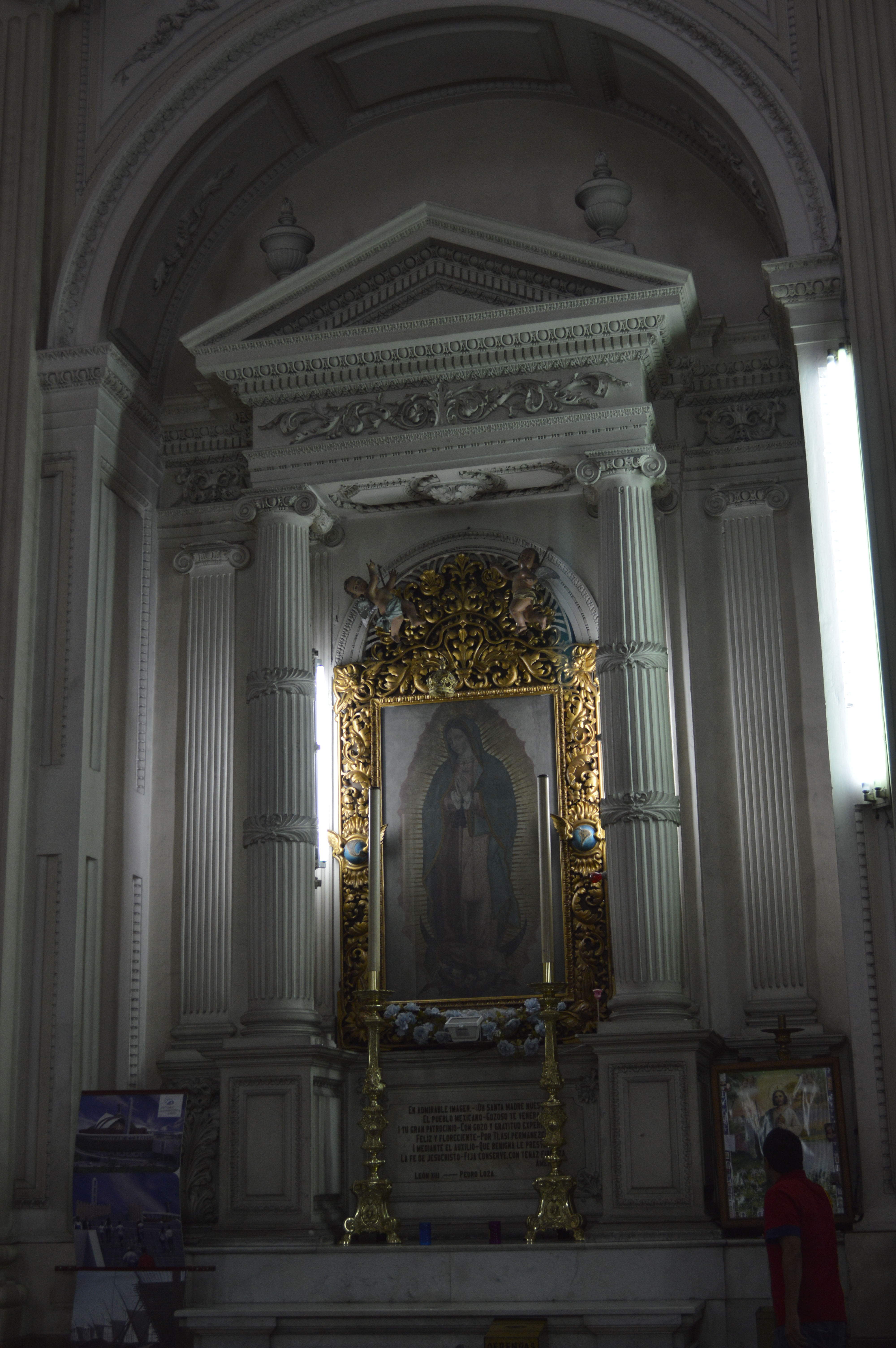
Altar a la Virgen de Guadalupe.